# Cot Mu
Cot Mu is een bestuurslaag in het regentschap Nagan Raya van de provincie Atjeh, Indonesië. Cot Mu telt 324 inwoners (volkstelling 2010).